# Personnes–Animaux–Nature
Personnes–Animaux–Nature (en portugais : Pessoas–Animais–Natureza, abrégé en PAN) est un parti politique animaliste portugais.

## Histoire
Fondé le 22 mai 2009 sous le nom de Parti pour les Animaux (en portugais : Partido pelos Animais), le PAN voit son inscription au registre des partis politiques portugais confirmée par le Tribunal constitutionnel le 13 janvier 2011 sous le nom de Parti pour les Animaux et pour la Nature (en portugais : Partido pelos Animais e pela Natureza).
Le parti tient ses premières élections internes le 10 avril 2011, voyant le philosophe et écrivain Paulo Borges porté à sa tête. Celui-ci mena le parti lors de ses premières élections législatives, en 2011, lors desquelles le PAN devient le septième parti politique national en nombre de voix ; néanmoins, aucun député du PAN n'est élu.
Un premier représentant du PAN est élu à Madère lors des élections régionales de 2011, où le parti obtient 2,13% des suffrages exprimés.
Le 18 septembre 2014, le Tribunal constitutionnel entérine une décision du PAN qui, lors de son IIIe congrès, modifie son nom en Personnes–Animaux–Nature, gardant ainsi son acronyme.
Le parti réussit par la suite à faire élire, lors des élections législatives de 2015, sa tête-de-liste André Silva à l'Assemblée de la République. En 2019, le PAN présente pour la seconde fois une liste aux élections européennes et parvient à faire son entrée au Parlement européen par l'intermédiaire de Francisco Guerreiro, dont la liste obtient 5,08% des suffrages exprimés. Lors des élections législatives de la même année, le parti quadruple son nombre de sièges, passant d'un député-unique à quatre députés.
Malgré ces succès électoraux, et sur fond de divergences internes, le PAN perd son unique représentant européen le 16 juin 2020, ainsi que l'une de ses quatre députés neuf jours plus tard.

## Organisation

### Historique des porte-paroles
|  | Nom             | Dates du mandat | Dates du mandat               | Notes                                         |
|  | --------------- | --------------- | ----------------------------- | --------------------------------------------- |
|  | Paulo Borges    | 10 avril 2011   | 26 octobre 2014               | Fondateur Démissionnaire                      |
|  | André Silva     | 26 octobre 2014 | 6 juin 2021                   | Député de Lisbonne (2015-2021) Démissionnaire |
|  | Inês Sousa Real | 6 juin 2021     | En cours (au 15 janvier 2024) | Députée de Lisbonne (depuis 2019)             |

## Résultats électoraux

### Élections présidentielles
| Année | Candidat                 | 1er tour                 | 1er tour                 | 1er tour                 | 2d tour                  | 2d tour                  | 2d tour                  |
| Année | Candidat                 | Voix                     | %                        | Rang                     | Voix                     | %                        | Rang                     |
| ----- | ------------------------ | ------------------------ | ------------------------ | ------------------------ | ------------------------ | ------------------------ | ------------------------ |
| 2011  | Pas de candidat présenté | Pas de candidat présenté | Pas de candidat présenté | Pas de candidat présenté | Pas de candidat présenté | Pas de candidat présenté | Pas de candidat présenté |
| 2016  | Pas de candidat présenté | Pas de candidat présenté | Pas de candidat présenté | Pas de candidat présenté | Pas de candidat présenté | Pas de candidat présenté | Pas de candidat présenté |
| 2021  | Soutien à Ana Gomes      | Soutien à Ana Gomes      | Soutien à Ana Gomes      | Soutien à Ana Gomes      | Pas de 2d tour           | Pas de 2d tour           | Pas de 2d tour           |

### Élections législatives
| Année | Tête de liste   | Voix    | %    | Rang | Sièges  | Statut                 |
| ----- | --------------- | ------- | ---- | ---- | ------- | ---------------------- |
| 2011  | Paulo Borges    | 57 849  | 1,04 | 7e   | 0 / 230 | Extra-parlementaire    |
| 2015  | André Silva     | 75 140  | 1,39 | 6e   | 1 / 230 | Opposition (XXe, XXIe) |
| 2019  | André Silva     | 174 511 | 3,32 | 6e   | 4 / 230 | Opposition (XXIIe)     |
| 2022  | Inês Sousa Real | 88 152  | 1,63 | 8e   | 1 / 230 | Opposition (XXIIIe)    |
| 2024  | Inês Sousa Real | 126 125 | 2,04 | 8e   | 1 / 230 | Opposition (XXIVe)     |
| 2025  | Inês Sousa Real | 86 930  | 1,43 | 8e   | 1 / 230 | Opposition (XXVe)      |

### Élections européennes
| Année | Tête de liste         | Voix    | %    | Rang | Sièges | Statut                                |
| ----- | --------------------- | ------- | ---- | ---- | ------ | ------------------------------------- |
| 2014  | Orlando Figueiredo    | 56 363  | 1,72 | 7e   | 0 / 21 | Extra-parlementaire                   |
| 2019  | Francisco Guerreiro   | 168 501 | 5,08 | 6e   | 1 / 21 | Opposition (von der Leyen, 2019-2020) |
| 2019  | Francisco Guerreiro   | 168 501 | 5,08 | 6e   | 1 / 21 | Extra-parlementaire (depuis 2020)     |
| 2024  | Pedro Fidalgo Marques | 48 036  | 1,22 | 9e   | 0 / 21 | Extra-parlementaire                   |

### Élections régionales

#### Région autonome des Açores
| Année | Tête de liste    | Voix  | %    | Rang | Sièges | Statut              |
| ----- | ---------------- | ----- | ---- | ---- | ------ | ------------------- |
| 2012  | Dinarte Pimentel | 680   | 0,63 | 8e   | 0 / 57 | Extra-parlementaire |
| 2016  | Pedro Neves      | 1 332 | 1,43 | 6e   | 0 / 57 | Extra-parlementaire |
| 2020  | Pedro Neves      | 2 004 | 1,93 | 8e   | 1 / 57 | Opposition (XIIIe)  |
| 2024  | Pedro Neves      | 1 907 | 1,65 | 6e   | 1 / 57 | Opposition (XIVe)   |

#### Région autonome de Madère
| Année | Tête de liste     | Voix              | %                 | Rang              | Sièges | Statut              |
| ----- | ----------------- | ----------------- | ----------------- | ----------------- | ------ | ------------------- |
| 2011  | Rui Almeida       | 3 134             | 2,13              | 7e                | 1 / 47 | Opposition (XIe)    |
| 2015  | Coalition Mudança | Coalition Mudança | Coalition Mudança | Coalition Mudança | 0 / 47 | Extra-parlementaire |
| 2019  | João Freitas      | 2 095             | 1,46              | 7e                | 0 / 47 | Extra-parlementaire |
| 2023  | Mónica Freitas    | 3 046             | 2,25              | 7e                | 1 / 47 | Soutien (XIVe)      |
| 2024  | Mónica Freitas    | 2 531             | 1,86              | 7e                | 1 / 47 | Opposition (XVe)    |
| 2025  | Mónica Freitas    | 2 323             | 1,66              | 8e                | 0 / 47 | Extra-parlementaire |

### Élections municipales
| Année | Municipalités | Municipalités | Municipalités | Municipalités | Municipalités | Freguesias | Freguesias | Freguesias  |
| Année | %             | Rang          | Maires        | Échevins      | Conseillers   | %          | Rang       | Conseillers |
| ----- | ------------- | ------------- | ------------- | ------------- | ------------- | ---------- | ---------- | ----------- |
| 2013  | 0,32          | 16e           | 0 / 308       | 0 / 2086      | 5 / 6487      | 0,08       | 21e        | 1 / 27167   |
| 2017  | 1,08          | 11e           | 0 / 308       | 0 / 2074      | 26 / 6461     | 0,26       | 17e        | 6 / 27019   |
| 2021  | 1,14          | 13e           | 0 / 308       | 0 / 2064      | 23 / 6448     | 0,52       | 17e        | 16 / 26797  |